# Schunk SE & Co. KG
Die Schunk SE & Co. KG (eigene Schreibweise: SCHUNK) ist ein Unternehmen für Greifsysteme und Spanntechnik mit Hauptsitz in Lauffen am Neckar.

## Geschichte
Nach Ende des Zweiten Weltkriegs gründete Friedrich Schunk (1912–1998) im Jahr 1945 das Unternehmen in Lauffen am Neckar. Zu den ersten größeren Aufträgen der mechanischen Werkstatt zählte die Fertigung von Bremstrommeln und Schwungscheiben für den NSU Prinz 4 sowie Teile für den Porsche 356.
1964 trat Heinz-Dieter Schunk, der Sohn von Friedrich Schunk, ins Unternehmen ein.
1989 gründete Schunk erste Auslandsniederlassungen – sogenannte Intecs – in Belgien und in der Schweiz. 1992 folgte die Intec USA in Raleigh, die zugleich zum Produktionsstandort ausgebaut wurde. 2006 nahm Schunk im chinesischen Hangzhou die Produktion auf. Nachdem die deutschen Qualitätsstandards dort nicht zu erreichen waren, schloss Schunk dieses Werk im Jahr 2009. Die Niederlassung Shanghai wurde daraufhin als Vertriebsstandort ausgebaut.
Heute produziert Schunk an neun Standorten in Lauffen am Neckar, Brackenheim-Hausen, Mengen, St. Georgen, Cleebronn sowie in Raleigh–Morrisville (USA), Aadorf (Schweiz) und Caravaggio (Italien). Das Unternehmen hat 33 Tochtergesellschaften im Ausland.
Das über 3.500 Mitarbeiter umfassende Unternehmen wird heute von den Geschwistern Henrik A. Schunk und Kristina I. Schunk in der dritten Generation geführt.

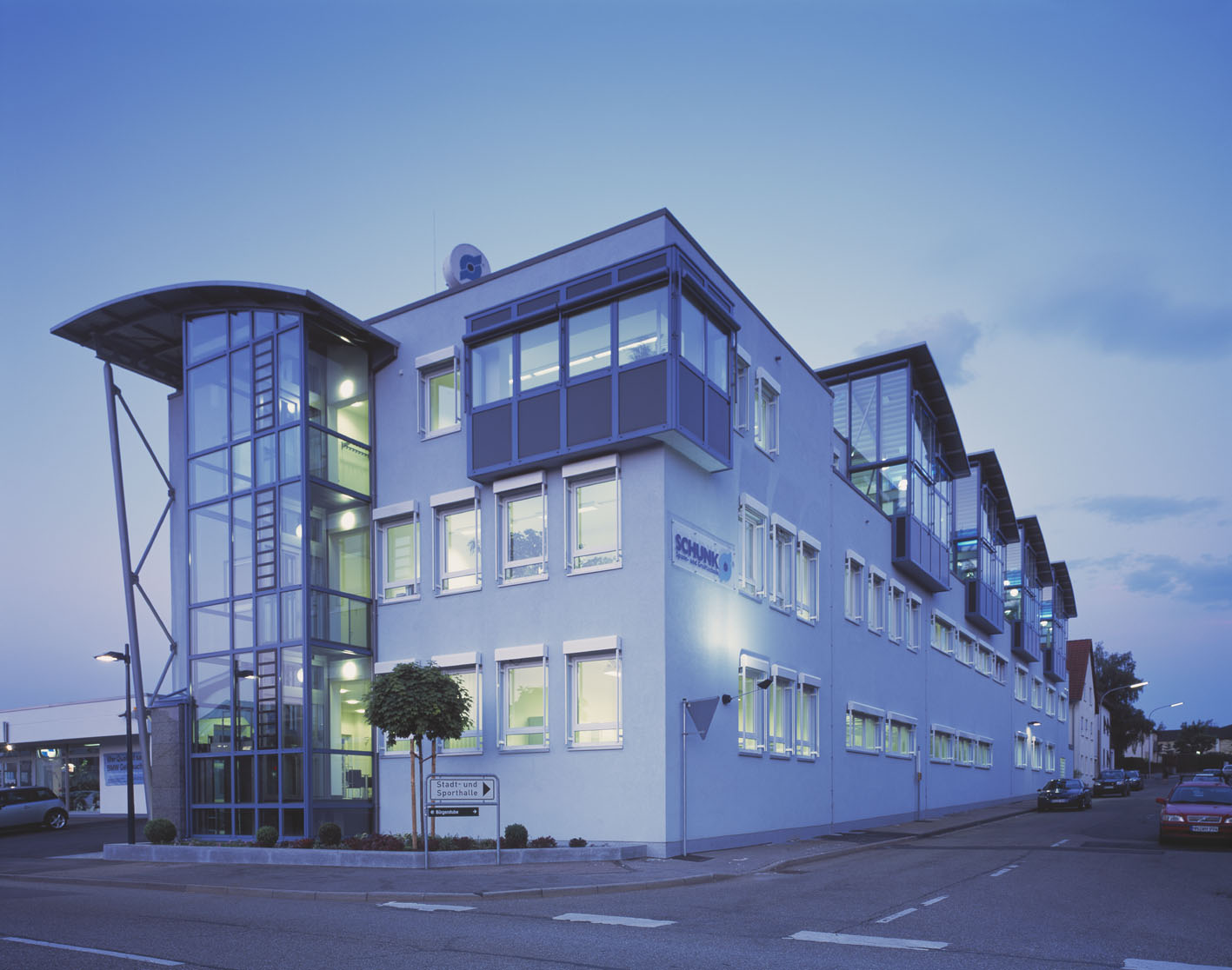
Entwicklungszentrum ZEUS in Lauffen am Neckar

### Spanntechnik
Seit 1966 fertigt und vertreibt Schunk standardisierte Spannbacken für Drehfutter. 1978 kam die Hydro-Dehnspanntechnik, ein Verfahren zum hochgenauen Spannen von Schaftwerkzeugen, als zweiter Produktbereich hinzu. Mit Tandem, einem System zur universellen und präzisen Werkstückspannung, startete Schunk 1988 den Produktbereich Stationäre Spannsysteme. 1994 übernahm Schunk die Hage GmbH in Mengen und erweiterte sich um den Bereich Drehfutter für Drehmaschinen.
Mit Übernahme des italienischen Unternehmens MAG Systems erweiterte Schunk den Produktbereich Stationäre Spannsysteme um Magnetspanntechnik. Über eine Beteiligung am italienischen Magnettechnik-Spezialisten S.P.D. im Jahr 2008 baute Schunk diese Kompetenz weiter aus. 2014 wurde die S.P.D. S.p.a. vollständig in die Schunk Unternehmensgruppe integriert.
2010 wurde der Standort Mengen für Werkstückspannung ausgebaut. 2014 übernahm Schunk die Gressel AG, ein Schweizer Unternehmen für mechanische Spannsysteme.

### Greifsysteme
Als sich Anfang der 1980er Jahre Industrieroboter etablierten, brachte das Unternehmen 1982 einen ersten standardisierten Robotergreifer auf den Markt und legte damit den Grundstein für den heutigen Geschäftsbereich Automation. In den Folgejahren erweiterte Schunk seine Greiftechnik um die Funktionen Drehen, lineares Bewegen sowie um Schnellwechselsysteme für Automationskomponenten.

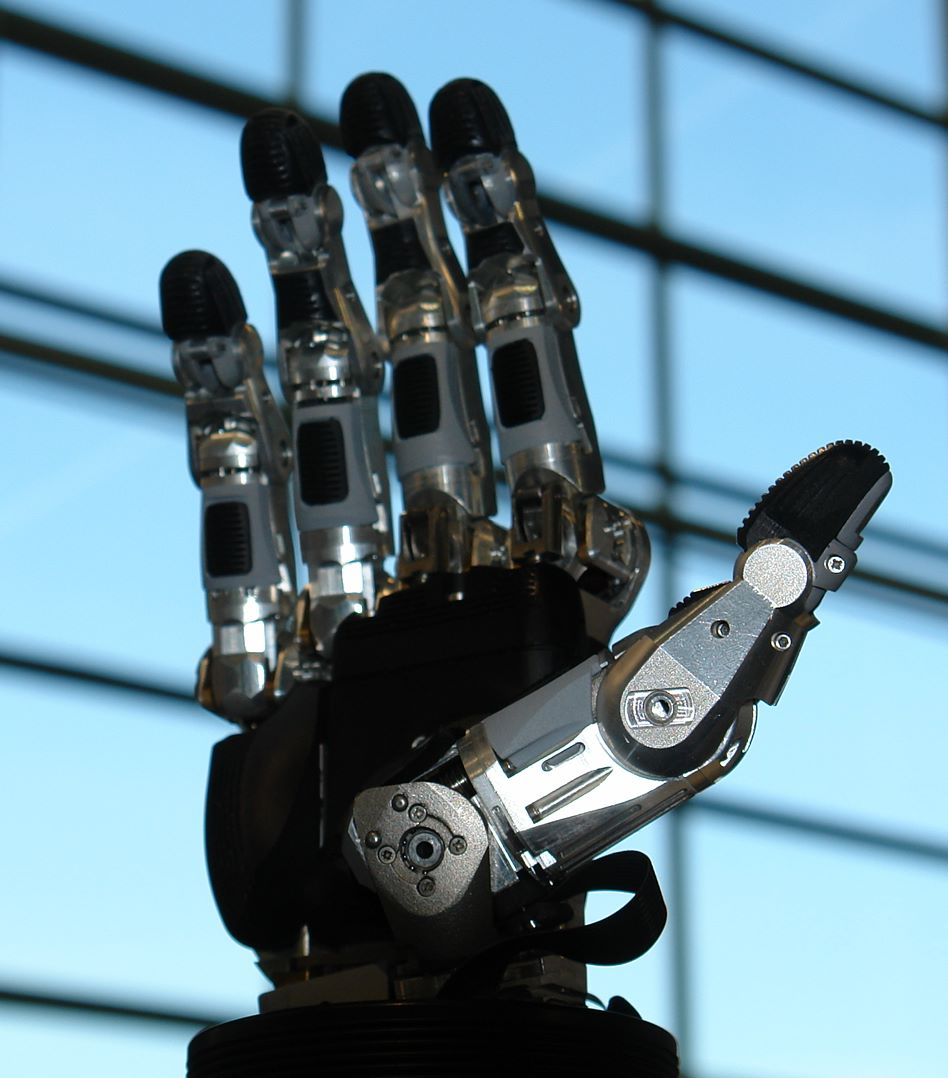
Servoelektrische 5-Finger-Greifhand Schunk SVH

Mit Aufnahme der amtec robotics GmbH in die Unternehmensgruppe erweiterte Schunk 2003 den Geschäftsbereich Automation um mechatronische Antriebskomponenten und legte damit den Grundstein für die modulare Robotik. Insbesondere durch das jährliche Ausrichten der ExpertDays Service Robotics erwarb das Unternehmen Schunk den Ruf, eine der treibenden Kräfte der angewandten Servicerobotik zu sein.
2006 wurde die GEMOTEC Montagetechnik GmbH aus Huglfing ins Unternehmen integriert und der Produktbereich Modulare Montagetechnik aufgebaut. Dieser Standort wurde allerdings bereits im September 2021, aufgrund einer schwachen Auslastung, bedingt durch den Strukturwandel auf dem Automobilmarkt und verstärkt durch die Auswirkungen der Corona-Pandemie, geschlossen.
2016 präsentierte Schunk mit dem Co-act JL1 Greifer einen Technologieträger für Greifer in der Mensch-Roboter-Kollaboration.

## Auszeichnungen
2016: Das Unternehmen erhielt von der Handwerkskammer Heilbronn das Siegel „Top-Ausbildungsbetrieb 2016“.
2017: Das Unternehmen erhielt von der Handwerkskammer Heilbronn das Siegel „Top-Ausbildungsbetrieb 2017“.
2017: Für den Co-act Greifer JL1, den Technologieträger für die sichere Mensch-Roboter-Kollaboration, erhält Schunk den Technologiepreis Hermes Award.
2018: SCHUNK GmbH & Co. KG bestätigt als Weltmarktführer für Greifsysteme und Spanntechnik.
2018: Das Unternehmen erhielt von der Handwerkskammer Heilbronn das Siegel „Top-Ausbildungsbetrieb 2018“.
2019: Das Unternehmen erhielt von der Handwerkskammer Heilbronn das Siegel „Top-Ausbildungsbetrieb 2019“.